# Раздоры (Московская область)
Раздо́ры ― деревня в Одинцовском городском округе Московской области. Ранее входило в состав сельского поселения Барвихинское. Население 128 человек на 2006 год, в деревне числятся две улицы, Рублёво-Успенское шоссе, два ГСК, несколько предприятий и садовых товариществ, государственные резиденции и участок в Рублёво. Ранее в состав деревни включались такие отдалённые местности, как 1-й километр Мякининского шоссе, 1-й и 17-й километры Новорижского шоссе, 63-й и 65-й километры МКАД, участок Мякинино.

## География
Деревня расположена в восточной части округа, в пяти километрах от МКАД. Через Раздоры протекает речка Чаченка, высота центра над уровнем моря — 155 метра.

## История
Первые упоминания о деревне относятся к 1539 году, хотя, возможно, она возникла чуть позже. В конце XVII века деревня тянула в Архангельскому и принадлежала князю Якову Одоевскому, с 1704 года— Дмитрию Голицыну. В 1800 году в деревне было 19 дворов, 57 душ мужского и 58 женского пола. В 1810 году её (вместе с Архангельским) купил князь Николай Борисович Юсупов. На 1852 год в Раздорах числилось 16 дворов, 68 душ мужского пола и 64 — женского, в 1890 году — 175 человек, в 1911 — 36 дворов и усадьба Поповка чаеторговцев Боткиных (усадьба располагалась в 1 км от деревни, у Москва-реки). По Всесоюзной переписи 17 декабря 1926 года в Раздорах числилось 52 хозяйства и 215 жителей, по переписи 1989 года — 86 жителей.
В сентябре 2022 года депутатами Одинцовского городского округа было принято решение о передаче городскому округу Красногорск 290 га наиболее отдалённой части деревни в районе Мякининской поймы.

## Население
| 2002 | 2006 | 2010 |
| ---- | ---- | ---- |
| 128  | →128 | ↘89  |

## Происшествия
27 февраля 2000 года здесь, катаясь на снегоходе, трагически погибла актриса Марина Левтова, мать актрисы Дарьи Мороз.
07 июля 2025 года, недалеко от населённого пункта, покончил с собой экс-министр транспорта Российской Федерации Роман Старовойт. Самоубийство произошло спустя несколько часов после снятия с должности указом Президента Российской Федерации Владимиром Путиным.

## Достопримечательности
Парк Малевича